# Informacja publiczna
Informacja publiczna – informacja wydawana przez rząd, w niektórych krajach przez sądy i inne instytucje, także stowarzyszenia czy fundacje. W wielu krajach za informację publiczną uznaje się dostęp do posiedzeń rządu z możliwością rejestracji obrazu i dźwięku, a także metadane uważane za integralną część danych właściwych, czy rozkłady jazdy, komunikaty i inne. Według prawa polskiego, każda informacja o sprawach publicznych. Prawo uzyskiwania informacji przysługuje każdemu jako prawo człowieka.
Konstytucja RP posiada regulacje dotyczące uzyskiwania informacji publicznej w art. 61 służące realizacji przez obywateli najważniejszej zasady konstytucjonalizmu demokratycznego – suwerenności narodu określonej w art. 4. W definicji ustawowej w miejsce słowa „obywatel” użyto określenia „każdy”, uniezależniając prawo dostępu do informacji publicznej od posiadania obywatelstwa.
Istnieją dwa sposoby informowania:
- tzw. czynne, czyli wydawanie biuletynów i ogłoszeń;
- tzw. bierne, czyli obowiązek udzielenia informacji na wniosek[5].

## Udostępnianie informacji publicznej
Istnieją różne możliwości uzyskania dostępu do takich informacji, podane są najpopularniejsze stosowane w większości państw:
- dostęp do dokumentów administracyjnych;
- dostęp do upublicznionych danych osobowych;
- dostęp do dzienników, ogłoszeń, prognoz statystycznych, pogody, geograficznych, demograficznych, zdrowotnych itp.
- dostęp do debat publicznych i ich dokumentacji;
- konsultacje projektu przepisów;
- prawo zwołania debaty politycznej;
- kontakt z rzecznikiem, urzędnikiem ds. kontaktów z mediami itp.

Prawo dostępu do informacji publicznej w różnych krajach (często też w ich regionach) różni się ze względu na stosowanie różnych definicji terminów takich jak:
- akta publiczne (archiwa narodowe);
- dokumenty zastrzeżone;
- tajemnica państwowa;
- tajemnica zawodowa urzędników państwowych;
- inne wymogi administracyjne o charakterze bardziej ogólnym (np. uzasadnienie każdej decyzji administracyjnej)[6].

## Ramy prawne

### Instytucje UE
Informację publiczną może uzyskać obywatel Unii Europejskiej, jak i każda osoba prawna będąca rezydentem lub mająca zarejestrowaną siedzibę w Państwie Członkowskim. Ochrona danych osobowych jest jednym z obligatoryjnych wyjątków od obowiązku ujawniania informacji. Instytucje europejskie nie mogły określić dalszych wyjątków, ponieważ ochrona osób w przypadku przetwarzania danych osobowych przez instytucje europejskie jest oparta na Rozporządzeniu (WE) Nr 45/2001 Parlamentu Europejskiego i Rady z 18 grudnia 2000.

#### Ramy prawne po Traktacie z Maastricht
Wspólne przyjęcie przez Radę i Komisję 6 grudnia 1993 r. Kodeksu Postępowania odnośnie do dostępu publicznego do Dokumentów Rady i Komisji (OJ 1993 L 340).
Komisja podjęła kolejne działania wydając Decyzję 94/90/EWWS, WE, Euratom z 8 lutego 1994 r. w sprawie publicznego dostępu do dokumentów Komisji (OJ 1994 L 46) i Komunikat z 4 marca 1994 r. o udoskonalonym dostępie do dokumentów (OJ 1994 C 67).

#### Ramy prawne po Traktacie z Amsterdamu
Zgodnie z Traktatem z Amsterdamu, który wszedł w życie 1 maja 1999 r., Państwa Członkowskie włączyły do Traktatu WE nowy artykuł o dostępie do dokumentów. Artykuł 255:
1. Każdy obywatel Unii oraz każda osoba prawna będąca rezydentem lub mająca zarejestrowaną siedzibę w Państwie Członkowskim ma prawo dostępu do dokumentów Parlamentu Europejskiego, Rady i Komisji, na zasadach i warunkach zdefiniowanych zgodnie z ust. 2. i 3.
2. Ogólne zasady i ograniczenia wynikające z interesu publicznego lub prywatnego, regulujące niniejsze prawo dostępu do dokumentów, Rada określa w trybie art. 251 w ciągu dwóch lat od wejścia w życie Traktatu z Amsterdamu.
3. Każda powyższa instytucja włącza przepisy regulujące dostęp do jej dokumentów w swoich wewnętrznych regulacjach.

30 maja 2001 r. Parlament Europejski i Rada przyjęły Rozporządzenie (EW) Nr 1049/2001 w sprawie publicznego dostępu do dokumentów Parlamentu Europejskiego, Rady i Komisji (OJ L 145 z 31 maja 2001). W efekcie, każda z tych trzech instytucji musiała przyjąć nowy regulamin:
- Decyzja Rady 2001/840/WE z 29 listopada 2001 zmieniająca Regulamin Rady (OJ L 313 z 30 listopada 2001).
- Decyzja Komisji Europejskiej 2001/3714 z 5 grudnia 2001 zmieniająca regulamin (OJ L 345 z 29 grudnia 2001).
- Parlament Europejski: Decyzja Biura w sprawie publicznego dostępu do dokumentów Parlamentu Europejskiego z 28 listopada 2001 (OJ C 371 z 29 grudnia 2001).

Powyższe trzy rozporządzenia w praktyce nie wnoszą nic nowego, lecz ściślej definiują definicje, warunki, wyjątki czy procedury. Ponadto dokument reguluje postępowanie z dokumentami wrażliwymi.

### Belgia
Szczebel federalny
- Ustawa z 11 kwietnia 1994 r. o informowaniu przez administrację;
- Ustawa z 12 listopada 1997 r. o informowaniu przez administrację na szczeblu lokalnym.

Obie ustawy są wzorowane na tym samym modelu.
Szczebel lokalny
- Region Waloński: Zarządzenie z 30 marca 1995
- Region Flamandzki: Zarządzenie z 18 maja 1999
- Społeczność francuskojęzyczna: Zarządzenie z 22 grudnia 1994
- Społeczność niemieckojęzyczna: Zarządzenie z 16 października 1995
- Stołeczny Region Brukselski: Rozporządzenie z 30 marca 1995
- Społeczność francuskojęzyczna w Stołecznym Regionie Brukselskim: Zarządzenie z 11 lipca 1996

## Podejście do ujawniania informacji publicznej

### Unia Europejska
W niektórych ustawodawstwach podano generalną definicję władz publicznych podlegających obowiązkowi ujawniania dokumentów publicznych (Polska, Finlandia, Francja, Belgia, Szwecja). Definicja ta może być szczegółowa (Polska, Finlandia) lub sformułowana w sposób ogólny (Francja, Szwecja) albo nawet poprzez odniesienie do interpretacji sądów administracyjnych (Belgia).
W innych krajach, oprócz generalnej definicji obowiązuje wyczerpujący wykaz władz publicznych (Irlandia, Wielka Brytania), podlegający nowelizacji. W Irlandii, władze podlegające ustawie o swobodzie informacji wskazuje Minister Finansów
Czasami prawo dotyczy tylko władz publicznych (Belgia), ale generalnie zakres przepisów krajowych obejmuje również przedsiębiorstwa publiczne (w Wielkiej Brytanii – będące wyłączną własnością państwa), a także centralną i lokalną administrację i inne agencje wyznaczone do wykonywania zadań publicznych i podlegających przepisom prawa publicznego.
W pewnych okolicznościach podmioty z sektora prywatnego kierujące służbami publicznymi (Francja) mogą podlegać przepisom prawa o dostępie do dokumentów publicznych.
Ponadto w Wielkiej Brytanii podmioty mogą zostać uznane za władze publiczne dla odpowiednich części ich prac. Jednym z najbardziej strategicznych zagadnień jest włączenie do zakresu przepisów krajowych organów konstytucyjnych spoza sfery wykonawczej. W Belgii, jak już wspomniano, ustawa o informowaniu przez administrację nie ma zastosowania ani do wymiaru sprawiedliwości, ani do parlamentu.
Z kolei ustawa francuska może dotyczyć zgromadzeń parlamentarnych i części sądownictwa, ale z pewnymi ograniczeniami. (Wyłączone są posiedzenia parlamentu, opinie sądów administracyjnych i Naczelnego Sądu Administracyjnego, niektóre dokumenty odnoszące się do władz publicznych kontrolujących finanse publiczne, dokumenty dotyczące skarg załatwianych przez Rzecznika Republiki oraz dokumenty dotyczące rejestrów i rozrachunków systemu opieki zdrowotnej).
W Finlandii ustawa dotyczy obu rodzajów instytucji. W Szwecji i Wielkiej Brytanii zakres obowiązek obejmuje władze wybierane, ale nie sądowe.
Według Parlamentu Europejskiego Poseł nie jest „zobowiązany” do żadnych świadczeń na rzecz Parlamentu tak jak urzędnik państwowy i nie musi się z nich rozliczać. Zgodnie z ustawodawstwem krajowym Państw Członkowskich, posłowie mogą regularnie odmawiać składania zeznań dotyczących osób, od których uzyskali informacje w charakterze posłów lub którym przekazali informacje w takim charakterze, a także dotyczących samych informacji. (…) Prawo dostępu do dokumentów posiadanych lub sporządzanych przez posłów oraz m.in. grupy polityczne musi być zatem interpretowane w sposób ograniczający.
Co oznacza, że w przypadku wątpliwości czy dana informacja musi być udostępniana, uznaje się, że dana jednostka nie jest zobowiązana do udzielania takiej informacji. W praktyce rzadko składa się wnioski o dostęp do takich informacji. Na przykład w latach 1997–2001 służby Parlamentu Europejskiego nie musiały podejmować formalnej decyzji ani razu.

### Polska
Przy interpretacji pojęcia należy uwzględnić, że organy uprawnione do wykonywania zadań publicznych z założenia nie podejmują innych czynności jak załatwianie spraw publicznych, a wykonywanie zadania publicznego nie może polegać na realizacji sprawy prywatnej i stąd pod pojęciem informacji o sprawie publicznej należy rozumieć również każdą czynność i każde działanie organu władzy publicznej w sferze prawa administracyjnego, ale też np. w sferze prawa cywilnego.
W orzecznictwie przyjmuje się, że informację publiczną stanowi każda wiadomość wytworzona przez szeroko rozumiane władze publiczne oraz osoby pełniące funkcje, a także inne podmioty, które tę władzę realizują lub gospodarują mieniem komunalnym lub majątkiem Skarbu Państwa w zakresie tych kompetencji. Taki charakter ma również wiadomość niewytworzona przez podmioty publiczne, lecz odnosząca się do tych podmiotów.
Utrwalony jest również pogląd, że jest nią całość akt postępowania prowadzonego przez organ administracji publicznej – w tym zarówno dokumenty wytworzone, jak i posiadane przez organ w związku z konkretną sprawą, bez znaczenia czy dokument znajdujący się w aktach ma charakter „wewnętrzny”, czy „roboczy”.
Ustawodawca, formułując w art. 61 Konstytucji zasadę prawa do informacji o sprawach publicznych, wyznaczył reguły wykładni tego uprawnienia. Jeżeli bowiem stanowi ono prawo konstytucyjne, to przepisy ustaw określających tryb dostępu do informacji powinny być interpretowane w taki sposób, aby gwarantować obywatelom i innym osobom i jednostkom, szerokie uprawnienia w tym zakresie, a wszelkie wyjątki winny być rozumiane wąsko. Oznacza to stosowanie w odniesieniu do tych ustaw takich zasad wykładni, które sprzyjają poszerzaniu, a nie zawężaniu obowiązku informacyjnego.
Obowiązek udostępniania informacji publicznej nałożony jest m.in. na:
- organy władzy publicznej,
- organy samorządów gospodarczych i zawodowych, w szczególności, ale nie wyłącznie związki zawodowe,
- podmioty reprezentujące zgodnie z przepisami Skarb Państwa,
- podmioty reprezentujące państwowe osoby prawne, osoby prawne samorządu terytorialnego, inne państwowe jednostki organizacyjne lub jednostki organizacyjne samorządu terytorialnego,
- podmioty realizujące zadania władzy publicznej i gospodarujące mieniem komunalnym lub majątkiem Skarbu Państwa, w tym organizacje pozarządowe otrzymujące środki z 1% odpisów od podatku dochodowego od osób fizycznych w ramach swojego statusu organizacji pożytku publicznego i/lub realizujące zadania publiczne zlecone ze środków publicznych w zakresie gospodarowania tymi środkami[17],
- osoby prawne, w których Skarb Państwa lub podmiot zobowiązany posiada pozycję dominującą.

Organ może ograniczyć dostęp do żądanych informacji ze względu na prywatność osoby fizycznej ewentualnie na inną określoną w odrębnych ustawach ochronę wolności i praw innych osób i podmiotów gospodarczych oraz ochronę porządku publicznego, bezpieczeństwa lub ważnego interesu gospodarczego państwa. W zakresie ochrony prywatności osób fizycznych i danych o osobach prawnych na gruncie orzecznictwa sądów administracyjnych oznacza to udostępnienie treści dokumentu odpowiednio zanominizowanego, nawet w przypadku gdyby „oznaczałaby to w praktyce wypranie ewentualnego przekazywanego materiału z wszelkiej istotnej treści”, gdyż podmioty zobowiązane są uczynić zadość przepisom ustawy i udzielić dostępu do informacji publicznej, natomiast do organu nie należy najzupełniej konstatacja celu i przydatności jakiemu jej udzielenie miałoby służyć.
Imiona i nazwiska osób zawierających umowy cywilnoprawne z instytucją publiczną nie podlegają ograniczeniu jawności.
Odmowa dostępu do informacji następuje w drodze decyzji administracyjnej do której mają zastosowania przepisy k.p.a. Informacja, wobec której dokonano ograniczenia jawności nie traci charakteru informacji publicznej.
Należy zwrócić uwagę, że bezczynność organu w zakresie dostępu do informacji publicznej ma również miejsce, gdy podmiot udziela informacji niebędącej przedmiotem wniosku, lub informacji niejasnej, albo niepełnej, a skarga na bezczynność w przedmiocie informacji publicznej nie musi być poprzedzona żadnym środkiem zaskarżenia, w tym wezwaniem do usunięcia naruszenia prawa.

## Wnioski o udostępnienie informacji publicznej (informowanie pasywne)

### Unia Europejska
W większości państw przyjmowane są wnioski na udostępnienie informacji publicznej nieudostępnionej w formie informowania aktywnego. Nie jest szczegółowo opisywane jak ma wyglądać wniosek, w wielu państwach (np. Polska) nie musi być podpisywany, może być również ustny. Nie wymaga się również identyfikowania osoby składającej wniosek. W niektórych przypadkach sytuacja wygląda inaczej. W Belgii, jeżeli wniosek jest składany w urzędzie, należy wypełnić określony formularz.

### Polska
Postępowanie w sprawie udzielenia informacji publicznej jest odformalizowane i uproszczone, a
żądający informacji nie musi się wykazać jakimkolwiek interesem prawnym lub faktycznym, aby otrzymać informację, z wyjątkiem żądania informacji przetworzonej. Złożenie wniosku o udostępnienie informacji publicznej nie wszczyna postępowania administracyjnego, prowadzonego na podstawie przepisów kodeksu postępowania administracyjnego.
Wniosek może bowiem przybrać każdą formę, o ile wynika z niego w sposób jasny, co jest jego przedmiotem. Informacja publiczna może być udostępniona bez pisemnego wniosku. Przesłane pocztą elektroniczną zapytanie również stanowi wniosek o udostępnienie informacji publicznej, nawet jeżeli nie zostało podpisane podpisem elektronicznym lub w inny sposób określony w art. 63 § 2 i § 3 k.p.a.
Brak jest wymogu pełnego zidentyfikowania wnioskodawcy, a ustawa nie zawiera nakazu podawania danych osobowych w postaci imienia i nazwiska, adresu z kodem pocztowym, miejscowości i nr domu. Niedopuszczalne jest wymaganie skorzystania z określonego formularza – w szczególności, ale nie wyłącznie – wymagającego podania danych innych niż niezbędne do udostępnienia informacji.
Jednak w przypadku, gdy wnioskodawca żąda udostępnienia informacji, którą podmiot zobowiązany uzna za przetworzoną może on od wnioskodawcy wymagać przedstawienia uzasadnienia szczególnej istotności wnioskowanych informacji dla interesu publicznego i w przypadku braku takiego uzasadnienia, odmówić jej udzielenia.

## Sposób udostępnienia

### Informacja prosta a informacja przetworzona
Informacja publiczna może mieć formę prostą i przetworzoną. Ustawa o dostępie do informacji publicznej nie zawiera definicji, czym jest informacja przetworzona. Orzecznictwo sądów wskazuje, że informacja przetworzona jest informacją jakościowo nową, która powstała na skutek poddania informacji prostych czynnościom analitycznym oraz intelektualnym, które nadają informacjom prostym wyraźnie odmienną treść i formę. Za formę przetworzoną uważa się taką, której udostępnienie wiąże się z zaangażowaniem dodatkowych sił czy środków osobowych lub finansowych lub których przygotowanie wymaga wytworzenie zestawień czy obliczeń na podstawie posiadany danych, w związku z żądaniem wnioskodawcy na podstawie kryteriów przez niego wskazanych. W niektórych przypadkach za przetworzoną można też uznać informację, której udzielenie wymaga szczególnych analiz w zakresie anonimizacji lub ukrycia informacji, których nie można udzielić ze względu na ważny interes gospodarczy państwa. Według innego wyroku anonimizacja nie zmienia informacji prostych w informację przetworzoną. Do uznania udzielanej informacji za przetworzoną można też uznać sytuacje, gdy szeroki zakres wniosku o informację publiczną może zakłócić normalny tok działania podmiotu zobowiązanego, nawet jeśli składa się ona z sumy informacji prostych.

### Koszt
Dostęp do informacji publicznej jest bezpłatny, z wyjątkiem przypadku poniesienia przez podmiot zobowiązany dodatkowych kosztów związanych z wskazanym sposobem udostępnienia lub przekształceniem w formę wskazaną we wniosku. Stanowią to m.in. koszty związane z materiałami do wykonania kserokopii, przesyłki pocztowej, kosztów działania systemu informatycznego, lecz nie koszt pracy pracownika urzędu w związku z realizacją wniosku jako wykonującego ustawowe zadania lub opłata za teletransmisje, gdy nie wiąże się z kosztami po stronie urzędu. Koszt winien być każdorazowo indywidualnie ustalany na podstawie realnie poniesionych dodatkowych kosztów, a cenniki lub inne akty określające sztywny zasady wyliczanie opłaty nie są prawnie dopuszczalne, choć są pewne wyjątki np. ustawodawca USA zezwala na pobieranie zaliczki, jeśli koszt uzyskiwania informacji przekracza 250$.

## Problemy
Zdaniem Stowarzyszenia Sieć Obywatelska – Watchdog Polska prawo do informacji publicznej jest w Polsce powszechnie naruszane ze względu na obstrukcje urzędów oraz przewlekłość postępowań przed sądami. Urzędy nie potrafią również korzystać z istniejących mechanizmów ochrony informacji wrażliwych (ustawa o ochronie informacji niejawnych), co skutkuje próbami naginania przepisów o informacji publicznej za pomocą nieistniejących pojęć (tzw. dokument wewnętrzny). Jednostki sektora publicznego stosują również różne formy obstrukcji w celu utrudnienia dostępu do informacji publicznej po niekorzystnych dla nich wyrokach sądów, a nawet dochodzi do jawnego ignorowania wyroków oraz do publicznych zapewnień o zamiarze nadużycia procedury sądowej w celu bezprawnego ograniczenia dostępu do informacji publicznej.
Z drugiej strony podnoszone są argumenty, że w niektórych przynajmniej przypadkach prawo do informacji publicznej jest nadużywane, np. poprzez wysyłanie do wybranych instytucji setek wniosków jednocześnie celem ich sparaliżowania lub pojedynczych wniosków o bardzo szerokim zakresie żądanej informacji. Argumenty takie podnosi m.in. sędzia NSA Irena Kamińska.

## Odpowiedzialność karna
Polska jest wyjątkowym krajem pod względem odpowiedzialności dotyczącej udostępniania informacji publicznej. W wielu krajach urzędnicy odpowiadają za nieprawidłowości jedynie służbowo.
Ustawa o dostępie do informacji publicznej (Dz.U. z 2022 r. poz. 902) przewiduje odpowiedzialność karną, stanowiąc:

Art. 23. Kto, wbrew ciążącemu na nim obowiązkowi, nie udostępnia informacji publicznej, podlega grzywnie, karze ograniczenia wolności albo pozbawienia wolności do roku.

Sprawcą może być osoba działająca w imieniu organu władzy publicznej bądź innego podmiotu zobowiązanego do udzielenia informacji publicznej. W ustaleniu konkretnej osoby lub grupy osób przesądzać będą akty organizacyjne podmiotu. W przypadku braku szczególnej regulacji wewnętrznej odpowiedzialność spoczywać będzie na osobie, która zajmuje naczelne stanowisko kierownicze w danym podmiocie.
Pojęcie „nieudostępnienia” informacji odnosi się do wszystkich form udostępnienia przewidzianych w ustawie, więc odpowiedzialność karną rodzić będzie zatem zarówno nieumieszczenie informacji w Biuletynie Informacji Publicznej, nieudostępnienie informacji w trybie wnioskowym, jak i odmowa wstępu na posiedzenia organu bądź nieudostępnienie dokumentacji z takiego posiedzenia.
W razie wprowadzenia żądającego informacji w błąd, przez udzielenie niezgodnej z rzeczywistością odpowiedzi co do faktu posiadania informacji, osoba zobowiązana do udostępnienia żądanej informacji publicznej podlega odpowiedzialności karnej w trybie art. 23 u.d.i.p. w zbiegu z innymi przepisami określonymi w kodeksie karnym.
Skarga w trybie kodeksu postępowania administracyjnego, a także istnieje możliwość poniesienia przez osobę odpowiedzialną za ten zakres czynności odpowiedzialności porządkowej pracowniczej, czy dyscyplinarnej nie wyłącza możliwości odpowiedzialności karnej z art. 23 u.d.i.p.

## Prawo człowieka
Zgodnie z dokumentacją organizacji międzynarodowych art. 19 Międzynarodowego Paktu Praw Obywatelskich i Politycznych jest uznawany za źródło prawa człowieka dostępu do informacji. Na gruncie art. 10 Konwencji o ochronie praw człowieka i podstawowych wolności z dnia 4 listopada 1950 r. wskazał Europejski Trybunał Praw Człowieka, że może być naruszeniem przez Państwo – sygnatariusza odmówienie dostępu do informacji, będącej w posiadaniu władz.